# コーリー・クネイブル
- コーリー・クネーベル
- コーリー・ケイネーベル
- コーリー・クネイベル
- コーリー・クネベル

コーリー・アンドリュー・クネイブル（Corey Andrew Knebel, 1991年11月26日 - ）は、アメリカ合衆国テキサス州デントン出身のプロ野球選手（投手）。右投右打。MLBのシカゴ・ホワイトソックス傘下所属。
発音指示によると姓はクネイブル（kuh-NAY-bull） となっている。愛称はバード・ドッグ/Bird Dog（狩猟犬）。

## 経歴

### プロ入りとタイガース時代

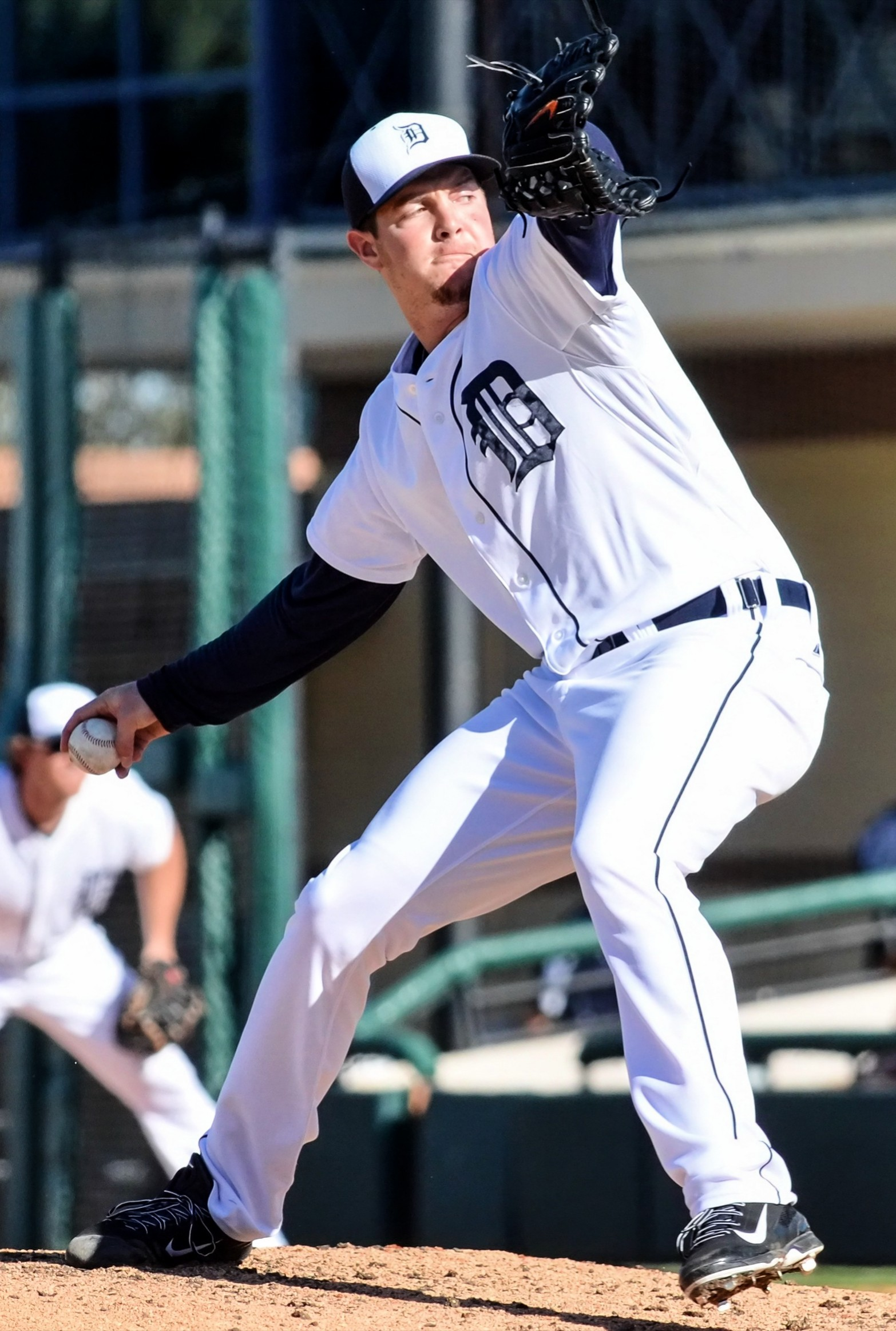
デトロイト・タイガース時代
（2014年2月28日）

2013年のMLBドラフト1巡目追補（全体39位）でデトロイト・タイガースから指名され、プロ入り。契約後、傘下のA級ウェストミシガン・ホワイトキャップスでプロデビュー。31試合に登板して2勝1敗15セーブ、防御率0.87と好成績を残した。
2014年はAA級エリー・シーウルブズで開幕を迎え、11試合に登板。3勝0敗1セーブ、防御率1.20と結果を残し、5月10日にAAA級トレド・マッドヘンズへ昇格。AAA級トレドでは3試合に登板し、防御率0.00と好投。5月23日にタイガースとメジャー契約を結んでアクティブ・ロースター入りし。5月24日のテキサス・レンジャーズ戦でメジャーデビュー。6回一死で8失点したリック・ポーセロの2番手として登板。二死二塁の場面でミッチ・モアランドから適時二塁打を打たれたが、続くエイドリアン・ベルトレは投手ゴロに抑えた。7回表に一死一塁の場面から連続四球を出し、ルーグネッド・オドーアから走者一掃の3点三塁打を打たれ降板。この日は1回を投げ、3安打3失点、2四球、1奪三振だった。6試合に登板したが、防御率6.75と結果を残せず、6月15日にAAA級トレドへ降格。7月19日に再昇格した。タイガースでは8試合に登板して防御率6.23だった。

### レンジャーズ傘下時代
2014年7月23日にホアキム・ソリアとのトレードで、ジェイク・トンプソンと共にレンジャーズへ移籍した。

### ブルワーズ時代
2015年1月19日にヨバニ・ガヤルドとのトレードで、ルイス・サーディナス、マルコス・ディプランと共にミルウォーキー・ブルワーズへ移籍した。この年ブルワーズでは48試合に登板し、勝敗は付かなかったが、防御率3.22、WHIP1.21という安定した成績を記録。また、50.1イニングで58個もの三振を奪い、2年連続10.0以上となる奪三振率10.4を記録。高い三振奪取能力を改めて証明した恰好となった。
2016年は35試合のリリーフ登板で1勝4敗、防御率4.68、WHIP1.47と、前年ほど良い防御率とはならなかったが、奪三振率は10.5という優秀な数値を記録し、メジャーデビューから毎年10.0超を継続した。
2017年はシーズン途中からクローザーを任されリーグ最多の76試合に登板。リーグ3位の39セーブを記録し、防御率（1.78）、WHIP（1.16）、奪三振率（14.9）の全てで自己最高の成績を記録した。また自身初となるオールスター選出を果たした。
2018年4月5日のシカゴ・カブス戦で、投球中に左ハムストリングを痛め故障者リストに入った。5月9日に復帰した。しかし、復帰後は41登板で2勝3敗、防御率5.08と苦戦を強いられ、AAA級コロラドスプリングス・スカイソックスに降格した。
2019年は開幕直後から、右肘の痛みに悩まされていた。最終的に、右肘は、トミー・ジョン手術を必要とする尺側側副靭帯断裂が明らかとなり、残りのシーズンは全休となった。

### ドジャース時代
2020年12月2日に後日発表選手または金銭とのトレードで、ロサンゼルス・ドジャースへ移籍した。
2021年シーズン、5月2日に右広背筋の違和感により60日間ILに入った。このシーズンは27試合に登板し、4勝0敗3セーブ、防御率2.45という成績であった。オフの11月3日にFAとなった。

### フィリーズ時代
2021年12月1日にフィラデルフィア・フィリーズと1000万ドルの単年契約を結んだ。
2022年オフの11月6日にFAとなった。
2023年はどの球団にも所属しなかった。

### ホワイトソックス時代
2024年2月13日にシカゴ・ホワイトソックスとマイナー契約を結んだ。

## 選手としての特徴
| 球種         | 割合 | 平均球速 | 平均球速 | 最高球速 | 最高球速 |
| 球種         | %    | mph      | km/h     | mph      | km/h     |
| ------------ | ---- | -------- | -------- | -------- | -------- |
| フォーシーム | 69.9 | 95.6     | 153.9    | 98.3     | 158.2    |
| カーブ       | 27.1 | 78.7     | 126.7    | 98.3     | 158.2    |
| スライダー   | 3.0  | 79.6     | 128.1    | 98.3     | 158.2    |

平均95.6mph（約154km/h）、最速99.8mph（約160.6km/h）のフォーシームとカーブを投じる。昔はスライダーやチェンジアップも使っていたが、現在はほとんど使っていない。

## 詳細情報

### 年度別投手成績
| 年 度    | 球 団    | 登 板 | 先 発 | 完 投 | 完 封 | 無 四 球 | 勝 利 | 敗 戦 | セ 丨 ブ | ホ 丨 ル ド | 勝 率 | 打 者 | 投 球 回 | 被 安 打 | 被 本 塁 打 | 与 四 球 | 敬 遠 | 与 死 球 | 奪 三 振 | 暴 投 | ボ 丨 ク | 失 点 | 自 責 点 | 防 御 率 | W H I P |
| -------- | -------- | ----- | ----- | ----- | ----- | -------- | ----- | ----- | -------- | ----------- | ----- | ----- | -------- | -------- | ----------- | -------- | ----- | -------- | -------- | ----- | -------- | ----- | -------- | -------- | ------- |
| 2014     | DET      | 8     | 0     | 0     | 0     | 0        | 0     | 0     | 0        | 0           | ----  | 39    | 8.2      | 11       | 0           | 3        | 0     | 0        | 11       | 0     | 0        | 7     | 6        | 6.23     | 1.62    |
| 2015     | MIL      | 48    | 0     | 0     | 0     | 0        | 0     | 0     | 0        | 3           | ----  | 209   | 50.1     | 44       | 8           | 17       | 1     | 2        | 58       | 1     | 0        | 18    | 18       | 3.22     | 1.21    |
| 2016     | MIL      | 35    | 0     | 0     | 0     | 0        | 1     | 4     | 2        | 13          | .200  | 145   | 32.2     | 32       | 3           | 16       | 3     | 1        | 38       | 1     | 0        | 20    | 17       | 4.68     | 1.47    |
| 2017     | MIL      | 76    | 0     | 0     | 0     | 0        | 1     | 4     | 39       | 11          | .200  | 309   | 76.0     | 48       | 6           | 40       | 5     | 2        | 126      | 2     | 0        | 15    | 15       | 1.78     | 1.16    |
| 2018     | MIL      | 57    | 0     | 0     | 0     | 0        | 4     | 3     | 16       | 7           | .571  | 223   | 55.1     | 38       | 7           | 22       | 0     | 4        | 88       | 0     | 0        | 23    | 22       | 3.58     | 1.08    |
| 2020     | MIL      | 15    | 0     | 0     | 0     | 0        | 0     | 0     | 0        | 0           | ----  | 62    | 13.1     | 15       | 4           | 8        | 0     | 0        | 15       | 0     | 0        | 9     | 9        | 6.08     | 1.73    |
| 2021     | LAD      | 27    | 4     | 0     | 0     | 0        | 4     | 0     | 3        | 7           | 1.000 | 101   | 25.2     | 16       | 2           | 9        | 1     | 0        | 30       | 0     | 1        | 8     | 7        | 2.45     | 0.97    |
| 2022     | PHI      | 46    | 0     | 0     | 0     | 0        | 3     | 5     | 12       | 2           | .375  | 194   | 44.2     | 33       | 4           | 28       | 3     | 2        | 41       | 2     | 0        | 22    | 17       | 3.43     | 1.37    |
| MLB：8年 | MLB：8年 | 312   | 4     | 0     | 0     | 0        | 13    | 16    | 72       | 43          | .448  | 1282  | 306.2    | 237      | 34          | 143      | 13    | 11       | 407      | 7     | 1        | 122   | 111      | 3.26     | 1.24    |

- 2022年度シーズン終了時
- 各年度の太字はリーグ最高

### 年度別守備成績
| 年 度 | 球 団 | 投手（P） | 投手（P） | 投手（P） | 投手（P） | 投手（P） | 投手（P） |
| 年 度 | 球 団 | 試 合     | 刺 殺     | 補 殺     | 失 策     | 併 殺     | 守 備 率  |
| ----- | ----- | --------- | --------- | --------- | --------- | --------- | --------- |
| 2014  | DET   | 8         | 1         | 2         | 0         | 0         | 1.000     |
| 2015  | MIL   | 48        | 3         | 8         | 0         | 0         | 1.000     |
| 2016  | MIL   | 35        | 1         | 4         | 1         | 0         | .833      |
| 2017  | MIL   | 76        | 2         | 3         | 1         | 0         | .833      |
| 2018  | MIL   | 57        | 5         | 3         | 0         | 0         | 1.000     |
| 2020  | MIL   | 15        | 2         | 1         | 0         | 0         | 1.000     |
| 2021  | LAD   | 27        | 3         | 2         | 0         | 1         | 1.000     |
| 2022  | PHI   | 46        | 4         | 7         | 0         | 0         | 1.000     |
| MLB   | MLB   | 312       | 21        | 30        | 2         | 1         | .962      |

- 2022年度シーズン終了時
- 各年度の太字はリーグ最高

### 記録
- MLBオールスターゲーム選出：1回（2017年）

### 背番号
- 49（2014年）
- 46（2015年 - 2018年、2020年 - 2021年）
- 23（2022年）